# چارلز کریچتون
چارلز کریچتون (انگلیسی: Charles Crichton؛ ۶ اوت ۱۹۱۰ – ۱۴ سپتامبر ۱۹۹۹) یک کارگردان، فیلم‌نامه‌نویس، تهیه‌کننده و تدوین‌گر اهل بریتانیا بود.

## فیلم‌شناسی (کارگردان)
- For Those in Peril (۱۹۴۴)
- Dead of Night (۱۹۴۵) (co-director)
- Painted Boats (۱۹۴۵)
- هیاهو (۱۹۴۷)
- در برابر باد (۱۹۴۸)
- Another Shore (۱۹۴۸)
- وقایع قطار (۱۹۴۹)
- سالن رقص (۱۹۵۰)
- تبهکاران لاوندر هیل (۱۹۵۱)
- Hunted (۱۹۵۲)
- The Titfield Thunderbolt (۱۹۵۳)
- قرعه عشق (۱۹۵۴)
- قلب تکه‌تکه‌شده (۱۹۵۴)
- مرد در آسمان (۱۹۵۷)
- قانون و بی‌نظمی (۱۹۵۸)
- Floods of Fear (۱۹۵۹)
- جنگ زن و مرد (۱۹۵۹)
- The Boy Who Stole a Million (۱۹۶۰)
- راز سوم (۱۹۶۴)
- He Who Rides a Tiger (۱۹۶۵)
- ماهی به نام وندا (۱۹۸۸) (for which Crichton also co-wrote the original story)